# Carrascosa de Abajo
Carrascosa de Abajo és un municipi de la província de Sòria, a la comunitat autònoma de Castella i Lleó.